# 蔡小雄
蔡小雄（1971年10月13日—），男，浙江杭州人，中国高中数学教师。现任杭州第二中学校长、党委副书记，浙江省第十二届政协委员。

## 生平
蔡小雄出生于1971年10月。1993年从温州师范学院毕业，来到浙江省平阳中学任数学老师。2000年，调入杭州市第二中学，担任数学竞赛主教练。2001年起担任浙江省数学会夏令营竞赛教练。后曾任杭二中行政副校长。2012年，调任杭十一中校长。2016年，调任杭州师范大学附属中学校长。2017年，上任杭州高级中学校长、党委副书记。2018年起，担任浙江省第十二届政协委员。2021年调任杭州第二中学校长。

## 作品
2009年出版《更高更妙的高中数学思想与方法》，总销量达数十万册。

## 所获荣誉
2010年被评为浙江省特级教师。2015年获第十届苏步青数学教育奖。2019年被评为全国优秀教育工作者。